# 金鮑爾 (亞利桑那州)
金鮑爾（英語：Kimball）是位於美國亞利桑那州葛蘭姆縣的一個非建制地區。該地的面積和人口皆未知。

## 地理
金鮑爾的座標為32°53′46″N 109°36′41″W / 32.89611°N 109.61139°W，而該地的平均海拔高度為878米（即2881英尺）。